# 교황 즉위식
교황 즉위식은 교황직의 인증을 위한 가톨릭교회의 로마 전례로 집전되지만 비잔티움 전례 요소도 포함된 미사로 진행된다. 기독교 역사상 그리 오래되지는 않은 전통이며, 옛 교황 대관식의 요소와 새로운 요소가 절묘하게 결합되어 있다.
교황 바오로 6세는 삼중관을 쓴 마지막 교황으로 제2차 바티칸 공의회 폐막 미사에서의 사용을 끝으로 삼중관 착용을 그만두었다. 그리고 미국 가톨릭 신자들에게 주는 선물로서 워싱턴 D.C.의 원죄 없으신 잉태 대성당에 자신의 삼중관을 기증하였다. 그러나 20개가 넘는 다른 삼중관들은 바티칸에 남아 있으며, 이 가운데 하나는 상징적인 의미로서 매년 성 베드로 사도의 축일 날마다 그를 묘사한 청동상의 머리에 씌워주는 의식을 거행하는 데 여전히 사용한다. 수세기 동안 거행되던 대관식 없이 즉위식을 통하여 자신의 임기를 시작한 최초의 교황은 교황 요한 바오로 1세이다.

## 대관식 대체
교황 바오로 6세는 삼중관을 쓰지 않기로 결정하였지만, 1975년 사도헌장 《로마 교황 선출》을 통해서 자신의 후임자들을 위하여 대관 예식을 존속할 것을 직시하였다. 하지만 1978년 8월 콘클라베에서 선출된 교황 요한 바오로 1세는 예식을 간소화하기를 원했으며 비질리오 네오를 교황 의전관에 임명하여 자신의 즉위식을 계획하라는 지시를 내렸다. ‘즉위 미사’라는 문맥에 맞게끔 새 예식은 신임 교황의 어깨에 팔리움을 두르는 것과 추기경들의 순명 서약에 가장 큰 주안점을 두었다.
그의 후임자인 교황 요한 바오로 2세는 과거 대관식을 반영한 일부 요소를 첨부하였지만, 전임자가 만든 기본적인 변경 내용은 유지하였다. 그는 요한 바오로 1세와 마찬가지로 아침보다는 저녁에 더 가까운 시간에 즉위식을 거행하였다. 그는 즉위식 강론에서 교황 삼중관과 더불어 대관식에 대해서 “지금은 교황의 세속 권력을 그릇되게 상징화했던 것을 중히 여기던 과거의 예식으로 회귀할 때가 아니다.”라고 언급하였다.
1996년 요한 바오로 2세는 사도헌장 《주님의 양떼》에서 ‘교황직의 시작을 알리는 장엄한 예식’은 반드시 치러져야 한다고 언급했다. 하지만, 그것이 어떤 형식이어야 하는지는 구체적으로 언급하지 않고 해당 교황 개개인이 알아서 결정하도록 하였다.

## 베네딕토 16세의 즉위식

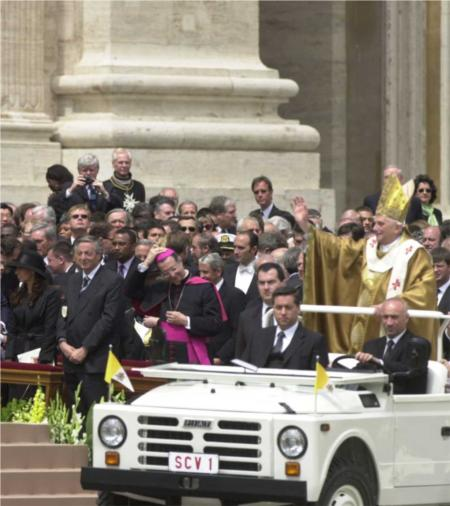
즉위식을 마치고 교황 전용차를 타고 성 베드로 광장을 도는 교황 베네딕토 16세.

교황 베네딕토 16세는 선출된 다음날, 새로운 즉위식 절차를 즉시 승인하였다. 그는 2005년 4월 24일 교황으로서 정식 즉위하였다. 예식은 성 베드로 대성전의 중앙 제대를 중심으로 추기경들이 원형으로 둘러싼 가운데 교황이 동방 가톨릭교회 총대주교들과 함께 중앙 제대 밑에 있는 제1대 교황 성 베드로의 무덤이 있는 곳으로 내려가 경배하며 그의 전구를 요청하는 것으로 시작하였다. 이어서 교황은 무덤에서 걸어나와 온 세계를 향해 “나는 사도가 도착한 곳에서부터 출발한다.”라고 말하며 교황으로서의 직무를 시작함을 선포했다. 성인들에게 새 교황을 도와 달라고 요청하는 모든 성인의 호칭 기도가 영창되는 동안 교황과 추기경들은 즉위 미사를 위해 성 베드로 광장을 향해 행렬을 지어 입장하였다.

### 팔리움과 어부의 반지 수여
교황은 팔리움과 어부의 반지를 받았다. 전임자들과는 달리 베네딕토 16세는 자신의 즉위식에서 팔리움 수여식을 첨부하였다. 교황의 팔리움은 초창기 시절로 되돌아가 고대의 오모포리온(동방 교회의 주교들은 아직도 사용하고 있음)과 거의 다를 바 없는 형태가 되었다. 교황의 팔리움은 현대의 오모포리온에 미치지는 못하지만, 일반 대주교들의 팔리움보다 더 길어졌고 폭도 넓어졌다. 교황의 팔리움 길이는 2.4미터이다. 그리고 재질은 양모이며 끝 부분은 검은색 비단으로 만들어졌다. 6개의 검은색 십자가가 장식으로 수 놓인 일반 대주교들의 팔리움과는 달리 교황의 팔리움에는 6개의 붉은색 십자가가 장식으로 수 놓였다. 교황의 어깨에 팔리움을 두르고 3개의 황금색 핀으로 고정하였다.

### 교황에게 순명 서약
옛 예식처럼 즉위식에 참석한 모든 추기경이 교황 앞으로 나아가 무릎을 꿇고 순명 서약을 하는 대신에, 미리 새 교황의 선출 직후 곧장 치러졌다. 새 예식에서는 성직자뿐만 아니라 교회의 모든 구성원을 상징하는 열두 명이 선발되어 교황 앞에 무릎을 꿇고 순명 서약을 하였다. 여기에는 주교급 추기경의 단장, 사제급 추기경의 단장, 부제급 추기경의 단장, 사제, 부제, 수사, 수녀, 결혼한 부부 그리고 최근 견진성사를 받은 젊은 남녀 등이다. 이들 대표에는 대한민국의 김수환 추기경(당시 사제급 추기경 단장)과 함께, 로마 교민인 민동수(당시 37살)와 박은희(당시 34살) 부부 그리고 이들의 외아들인 민재희(당시 6살)가 참여하였다.

### 즉위식 이후
미사를 마치고서, 베네딕토 16세는 성 베드로 대성전 안으로 다시 들어가 중앙 제대 앞에서 즉위식에 참석한 왕, 여왕, 귀족, 국가원수를 비롯한 여러 나라의 대표 사절단을 맞이하였다. 다음날, 그는 로마의 다른 대성전들을 찾아갔다. 성 베드로 대성전에서 즉위식을 마친 다음 날, 교황은 산 파올로 푸오리 레 무라 대성전을 방문하여 성 베드로와 더불어 로마 교회의 창업자인 성 바오로에게도 경의를 표하였다. 그다음 해인 5월 7일에는 그의 대성당인 산 조반니 인 라테라노 대성전에서 로마 주교좌 착좌 미사를 집전하였다. 밤이 되고서는 산타 마리아 마조레 대성전을 찾아 ‘로마 백성의 구원’이라고 불리는 성모 이콘을 공경하였다.

## 프란치스코의 즉위식

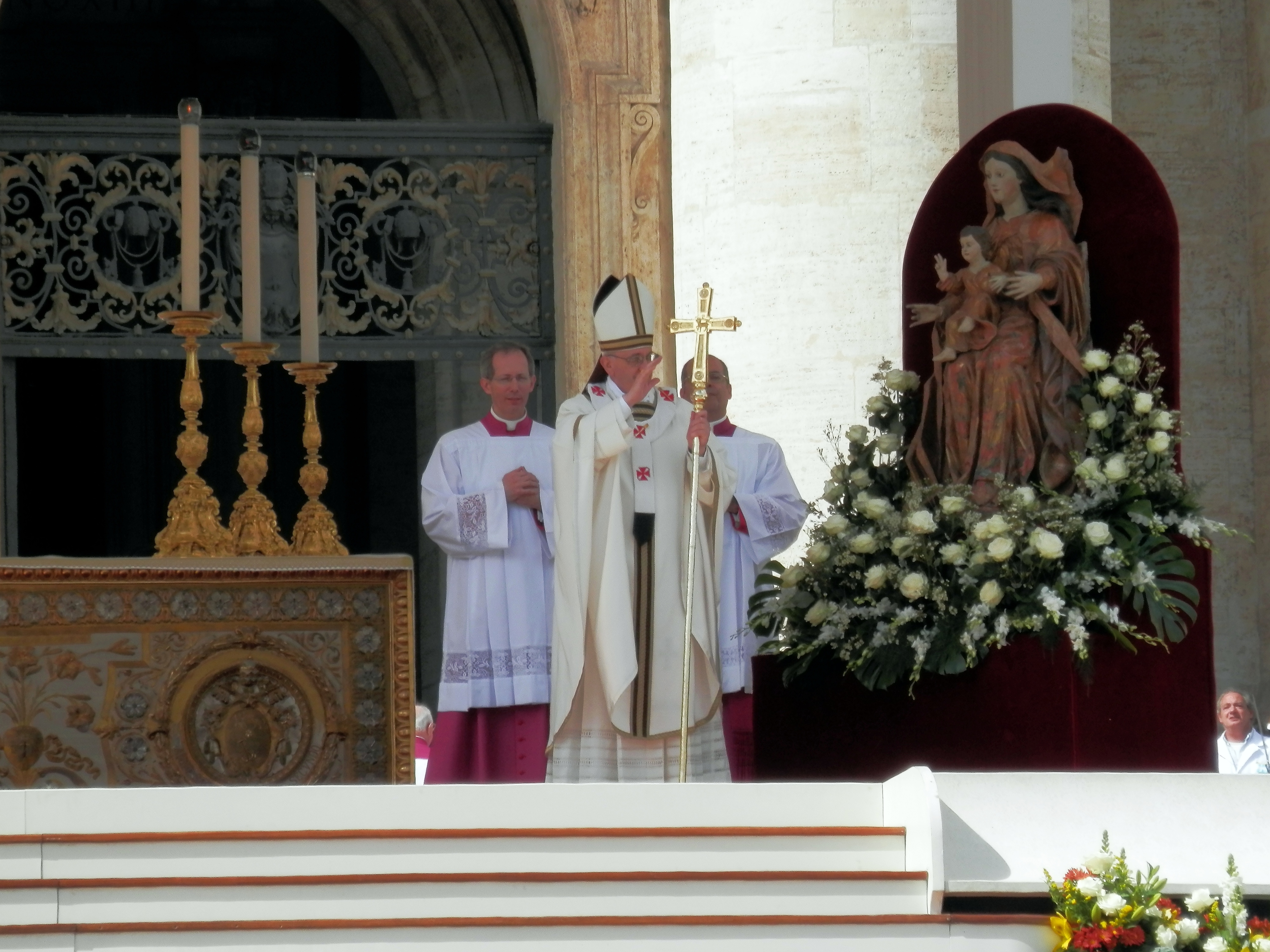
미사가 끝난 후에 군중에게 인사하는 교황 프란치스코

교황 프란치스코의 즉위식은 2013년 3월 19일 바티칸 성 베드로 광장에서 거행되었다. 세계 각국에서 모인 정치 및 종교 지도자들과 순례자들이 모였으며, 특히 천년 만에 처음으로 콘스탄티노폴리스 총대주교가 처음으로 참석하였다. 동서 교회의 화합을 상징하는 뜻에서 이날 미사 복음은 동방 가톨릭교회의 부제가 비잔티움 전례에 따라 그리스어로 봉독하였다.
즉위 미사가 시작되기 반시간 전에 프란치스코는 교황 전용차를 타고 성 베드로 광장을 한 바퀴 돌면서 광장에 모인 군중과 인사하였다. 그러다가 왼쪽에 있는 불구자를 본 그는 전용차를 세우라고 지시한 다음에 차에서 내려 불구자에게 다가가 그에게 입맞춤하였다.
프란치스코는 주교 시절부터 사용하던 주교관을 그대로 사용하였다. 제의는 주교관 색상에 맞게 디자인된 것을 입었다. 주교 지팡이의 경우 교황 베네딕토 16세가 재도입한 전통 양식의 황금 지팡이를 사용하였다. 미사의 기본적인 형태는 베네딕토 16세 때와 유사하였다. 하지만 여러 가지 면에서 웅장했던 베네딕토 16세의 즉위 미사와는 달리, 프란치스코는 자신의 즉위 미사에서 성가와 전례 행위 등을 소박하게 하였다.
팔리움은 베네딕토 16세가 도입한 폭이 넓은 팔리움을 받아들였지만, 어부의 반지는 금반지 대신에 금도금한 은반지로 바꾸었다. 부제급 추기경의 단장과 추기경단 단장으로부터 각각 어부의 반지와 팔리움을 수여받아 착용한 프란치스코는 추기경 대표 여섯 명의 충성 서약을 받은 뒤 미사를 집전했다. 프란치스코의 즉위 미사는 베네딕토 16세의 즉위 미사 때보다 1시간가량 짧은 2시간 동안 진행됐다.
교황은 이탈리아어로 행한 강론에서 이날이 성모 마리아의 남편 성 요셉을 기리는 성 요셉 대축일인 점을 감안하여 봉사의 삶을 강조했다. 교황은 “보호자의 책임을 다하지 못하면 파괴의 역사와 냉담한 마음이 찾아든다.”라면서 “책임 있는 지위에 있는 이들이 보호자의 소명을 다해달라.”라고 당부했다. 이날 바티칸에는 100만여 명의 축하객이 운집해 교황 요한 바오로 2세의 시복식(150만명) 이후 최대 인파가 모였다.
6개국 국왕, 31개국 대통령, 11개국 총리 등 130여개국을 대표하는 사절단이 제단 우측에 앉아 프란치스코의 교황 즉위를 축하했다. 교황을 처음 배출한 남아메리카에서는 프란치스코의 조국인 아르헨티나를 비롯해 브라질, 칠레, 코스타리카, 파라과이 등 6개국 대통령을 포함한 대규모 대표단을 보냈다. 대한민국은 유진룡 문화체육관광부 장관을 대표로 파견했다.

## 같이 보기
- 교황 대관식